# Caruban (Adimulyo)
Caruban is een bestuurslaag in het regentschap Kebumen van de provincie Midden-Java, Indonesië. Caruban telt 1784 inwoners (volkstelling 2010).